# Leonhard Scherg
Leonhard Scherg (* 16. Juli 1944 in Miltenberg) ist ein deutscher Kommunalpolitiker (CSU) und Heimatforscher. Er ist ehemaliger Bürgermeister und Ehrenbürger der unterfränkischen Stadt Marktheidenfeld im Landkreis Main-Spessart sowie Autor regionalgeschichtlicher Veröffentlichungen.

## Leben
Leonhard Scherg ist seit 1971 mit der 1973 promovierten Allgemeinärztin Christiane Scherg-Zeisner verheiratet und hat drei Söhne. Er wuchs in Reistenhausen (heute Collenberg) auf, besuchte dort die Volksschule, später das Gymnasium mit Oberrealschule (heute Johannes-Butzbach-Gymnasium) in Miltenberg und studierte an der Universität Würzburg 1964 bis 1969 Germanistik, Geschichte und Sozialkunde für das Lehramt an Gymnasien. Während seines Studiums an der Universität Würzburg (1964–1969) war er im Allgemeinen Studentenausschuss, im RCDS und in der Katholischen Hochschulgemeinde aktiv. Er ist Mitglied der wissenschaftlich-katholischen Studentenverbindung Unitas-Hetania Würzburg. Als Lehrer war er von 1973 bis 1984 am Balthasar-Neumann-Gymnasium in Marktheidenfeld tätig. Von 1984 bis 2008 war er Erster Bürgermeister der Stadt Marktheidenfeld, die ihn 2008 zum Ehrenbürger ernannte.
Die Stadtkultur war Scherg ein besonderes Anliegen. Nach der Renovierung 1986 wurde das Alte Rathaus der Volkshochschule (VHS) zur Verfügung gestellt. Mit der Sanierung des Franck-Hause erhielt Marktheidenfeld 1998 ein zweites Kulturzentrum. Begonnen wurde 1986 mit der Altstadtsanierung. Weitere Schwerpunkte waren der Ausbau des Gewerbestandorts Marktheidenfeld, in der Kernstadt und im Stadtteil Altfeld, die wohnbauliche Entwicklung, bes. Baugebiet Birken III, und die Förderung der Stadtteile und der Vereine. Im Dezember 2002 wurde die Nordbrücke von Marktheidenfeld dem Verkehr übergeben.
Scherg war für die CSU von 1990 bis 2008 Mitglied des Kreistages Main-Spessart und von 1992 bis 1994 Mitglied des Bezirkstags Unterfranken. Im Bayerischen Städtetag war er von 1998 bis 2008 als Vertreter der kreisangehörigen unterfränkischen Städte aktiv. Der Freistaat Bayern ehrte Scherg am 2. Mai 2003 mit der Kommunalen Verdienstmedaille in Bronze.
In seine Amtszeit fallen die Städtepartnerschaften mit Montfort-sur-Meu in der Bretagne und Pobiedziska bei Posen. Das Städtepartnerschaftskomitee Marktheidenfeld ernannte ihn am 3. Oktober 2008 zum Ehrenmitglied, die Stadt Monfort 2009 zum „Citoyen d´Honneur“.
Im Zweckverband zur Wasserversorgung der Marktheidenfelder Gruppe war Scherg von 1984 bis 1988 stellvertretender Verbandsvorsitzender und von 1988 bis 2008 Verbandsvorsitzender. Nach Versorgungsschwierigkeiten konnte zwischen 1995 und 2004 ein zweites Wassergewinnungsgebiet mit drei Brunnen erschlossen werden. Am 13. Juli 2012 wurde er zum Ehrenvorsitzenden ernannt. Ein vierter Brunnen soll nach dem Beschluss der Verbandsversammlung den Namen „Leonhardsbrunnen“ erhalten.
Von 1985 bis 2017 war Scherg Aufsichtsratsvorsitzender der Baugenossenschaft „Heimstättenwerk“ in Marktheidenfeld, die ihn am 5. Oktober 2018 zum Ehrenaufsichtsrat ernannte. Bereits 2010 erhielt er die Große Ehrennadel für langjährige Verdienste des Verbands bayerischer Wohnungsunternehmen. Von 1984 bis 2008 gehörte er der Vorstandschaft der Lebenshilfe für Behinderte Marktheidenfeld und Umgebung an.
Scherg war von 2004 bis 2022 Vorsitzender des Vereins VHS Marktheidenfeld. 2022 ging die vhs in die Verantwortung der Stadt Marktheidenfeld über. Scherg ist Mitglied des örtlichen Koordinierungskreises für die Zusammenarbeit mit dem Universitätsbund Würzburg und seit 2003 Mitglied des Gesellschaftsrates des Universitätsbundes.
Er ist Gründungsmitglied des Historischen Vereins Marktheidenfeld und Umgebung (1978), des Städtepartnerschaftskomitees (1987) und des Förderkreises Synagoge Urspringen (1990). Von 1978 bis 1984 war er 2. Vorsitzender des Historischen Vereins, von 1990 bis 2017 1. Vorsitzender des Förderkreises Synagoge Urspringen. Für den Förderkreis ist er weiterhin als Beiratsmitglied und Webmaster tätig. Er ist Ehrenmitglied der Fischer- und Schifferzunft Marktheidenfeld (1985), des Schiffervereins „Gute Fahrt Marktheidenfeld“ (1994), der Maler- und Lackiererinnung Main-Spessart (2008) und des Historischen Vereins Marktheidenfeld und Umgebung (2014). Vom „German Jewish Community History Council“, USA, erhielt er am 27. Januar 2009 in Anerkennung seines Einsatzes für die jüdische Geschichte ein „Certificate of Commendation“.
Der Landkreis Main-Spessart anerkannte die langjährige ehrenamtliche Tätigkeit 2018 mit der Verleihung der Silbernen Verdienstmedaille.
Scherg, der 1976 an der Universität Würzburg mit einer Arbeit über die mittelalterliche Geschichte der Zisterzienserabtei Bronnbach promoviert wurde, war von 1977 bis 1988 Kreisheimatpfleger für den Altkreis Marktheidenfeld. Von 2008 bis 2025 war Scherg Kreisarchivpfleger für den Altkreis Marktheidenfeld und Rothenfels. Schwerpunkte seiner geschichtlichen Forschungen sind neben Bronnbach und den Zisterziensern Marktheidenfeld und der Raum Marktheidenfeld sowie die Geschichte der Juden im Raum Marktheidenfeld, im Kreis Main-Spessart und Unterfranken. Er veröffentlichte zu diesen Themen zahlreiche Aufsätze.

## Veröffentlichungen (Auswahl)
- Die Zisterzienserabtei Bronnbach im Mittelalter. Studien zur Geschichte der Abtei von der Gründung bis zur Mitte des 14. Jahrhunderts (= Mainfränkische Studien. Band 14). Würzburg 1976.
- Die Erneuerung des Zisterzienserordens in Franken (1573-1601). In: Hermann Nehlsen, Klaus Wollenberg (Hrsg.): Zisterzienser zwischen Zentralisierung und Regionalisierung. Frankfurt 1998, S. 243–336, S. 11–35.
- Zur Geschichte der Zisterzienserabtei Bronnbach. In: Peter Müller (Hrsg.): Kloster Bronnbach 1153–1803. 650 Jahre Zisterzienser im Taubertal. Wertheim 2003.
- mit Hans Schneider, Zur Geschichte der Statuta der Oberdeutschen Zisterzienserkongregation. In; Analecta Cisterciensia 55, Zirc 2005, S. 3–15.
- Die Statuten der Oberdeutschen Kongregation des Zisterzienserordens (1624-1628). In: Analecta Cisterciensia 55, Zirc 2005, S. 17–178.
- Die Statuten der Oberdeutschen Kongregation des Cistercienserordens (2). Zur Vorgeschichte des Nationalkapitels in Rottweil 1650-1654. In: Analecta Cisterciensia 57, Heiligenkreuz 2007, S. 3–98.
- mit Hans Schneider, Die Statuten der Oberdeutschen Kongregation des Cistercienserordens (3). Die Rottweiler Statuten 1654/55. In: Analecta Cisterciensia 58, Heiligenkreuz 2008, S. 3–157.
- mit Georg Schrott (Hrsg.), Capitulum nationale congregationis Cisterciensis per Superiorem Germaniam (= Quellen und Studien zur Zisterzienserliteratur, Band XII), Langwaden 2010.
- Zisterzienser unterwegs – eine historische Betrachtung. In: Cistercienser Chronik 129 (2022), S. 588–601. [mit Abbildungen]
- 1683-1993 Fischer und Schiffer in Marktheidenfeld (= Veröffentlichungen des Historischen Vereins Marktheidenfeld und Umgebung e. V. Nr. 7). Marktheidenfeld 1983.
- Beiträge in: Marktheidenfeld. Von den Anfängen bis zum Ende des Zweiten Weltkriegs. Marktheidenfeld 2014.
- mit Christian Knittel: „Hopfen, Malz – Gott erhalt´s“. (= Veröffentlichungen des Historischen Vereins Marktheidenfeld und Umgebung e. V. Nr. 23). Marktheidenfeld 2017.
- mit Inge Albert: Das Franck-Haus in Marktheidenfeld – Ein Haus der Kultur (= Veröffentlichungen des Historischen Vereins Marktheidenfeld und Umgebung e. V. Nr. 24). Marktheidenfeld 2018.
- mit Martin Harth: Juden im Landkreis Marktheidenfeld (= Veröffentlichungen des Historischen Vereins Marktheidenfeld und Umgebung e. V. Nr. 13). Marktheidenfeld 1993.
- Die Urspringer jüdische Gemeinde. In: Herbert Bald (Hrsg.): Das Projekt Synagoge Urspringen. Würzburg 1993.
- Die Epoche des Landjudentums. In: Peter Kolb, Ernst-Günter Krenig (Hrsg.): Unterfränkische Geschichte. Band 4/2. Würzburg 1999, S. 227–243.
- Die Jüdischen Gemeinden. In: Peter Kolb, Ernst-Günter Krenig (Hrsg.): Unterfränkische Geschichte. Band 5/2. Würzburg 2002, S. 149–188.

Siehe dazu unter Bibliotheksverbund Bayern (www.bib-bvb.de) und Bayerische Bibliographie (opac.bayerische-bibliographie.de)